# عرفان راديتيا
عرفان راديتيا (بالإندونيسية: Irfan Raditya)‏ (12 يونيو 1988 بميدان في إندونيسيا - ) هو لاعب كرة قدم إندونيسي في مركز قلب الدفاع. شارك مع منتخب إندونيسيا تحت 23 سنة لكرة القدم. أما مع النوادي، فقد لعب مع نادي آريما كرونوس وPro Duta F.C. ‏ وميترا كوكار ‏ وPersiraja Banda Aceh ‏ وPSDS Deli Serdang ‏.

## وصلات خارجية
- عرفان راديتيا على موقع قاعدة بيانات كرة القدم.إي يو (الإنجليزية)
- عرفان راديتيا على موقع Soccerway.com (الإنجليزية)